# Lasowice (Mazovie)
Pour les articles homonymes, voir Lasowice.
Lasowice (prononciation : [lasɔˈvit͡sɛ]) est un village polonais de la gmina de Jedlnia-Letnisko dans le powiat de Radom de la voïvodie de Mazovie dans le centre-est de la Pologne.
Il se situe à environ 5 km à l'ouest de Jedlnia-Letnisko (siège de la gmina), 8 km à l'est de Radom (siège du powiat) et à 91 km au sud de Varsovie (capitale de la Pologne).
Le village compte approximativement une population de 354 habitants en 2014.

## Histoire
De 1975 à 1998, le village appartenait administrativement à la voïvodie de Radom.